# Il vento fa il suo giro
Il vento fa il suo giro è un film del 2005, diretto da Giorgio Diritti, basato su una storia realmente capitata a Ostana e osservata dallo sceneggiatore Fredo Valla. Il titolo riprende un proverbio occitano, col significato di "tutto ritorna".
Si tratta di un film in lingua italiana, occitana e francese; queste ultime sono sottotitolate in italiano. La vicenda è ambientata nella Valle Maira, una delle valli occitane della provincia di Cuneo, nel paesino di Ussolo, frazione di Prazzo situata a quota 1.300 metri. Nel film non viene citato il nome reale del paese; si fa invece riferimento a Chersogno, nome di fantasia. Parte degli attori sono non professionisti, abitanti del luogo che hanno accettato di partecipare al film.

## Trama
Philippe, già dedicatosi alla pastorizia sui Pirenei francesi, è alla ricerca di una nuova sistemazione per la sua famiglia, dato che nel luogo in cui vive è in costruzione una centrale nucleare. Dopo aver cercato casa altrove, nel fare ritorno in Francia si ritrova per caso nella Valle Maira, nel paesino di Chersogno, ormai spopolato e abitato quasi unicamente da anziani, visto che il resto degli abitanti raggiunge il piccolo borgo montano soltanto per trascorrervi le vacanze nei mesi estivi.
Non solo si tratta di un residuo di comunità montana, abbastanza chiusa, ma è anche una delle comunità occitane italiane, che quindi già di per sé soffre di un isolamento particolare.
I dubbi di accogliere un forestiero sono molti, ma la speranza di vedere un timido inizio di ripopolamento ha la meglio, e l'amministrazione comunale si adopera per trovare a Philippe una casa in affitto. Anche gli abitanti si mettono al lavoro per restaurarla. Il paese sembra lieto di accogliere la giovane famiglia, composta, oltreché da Philippe, dalla moglie e tre figli. Ben presto però nascono le prime incomprensioni, causate anche dal rigido individualismo di Philippe, non sempre rispettoso delle tradizioni culturali e religiose locali.
Non riuscendo a superare i problemi legati ai diritti di proprietà (le sue capre in effetti pascolano su campi altrui, seppur abbandonati) e avversati da un'allevatrice di mucche gelosa dei suoi possedimenti, che non esiterà a mentire per porre in difficoltà i nuovi arrivati, col passare del tempo, la nuova famiglia diviene sgradita alla maggioranza degli abitanti, che da parte loro si lasciano andare a boicottaggi più o meno leciti, e spesso sgradevoli. Alla fine Philippe e la sua famiglia si arrendono alla dura realtà e decidono amaramente di lasciare il piccolo paese di montagna.

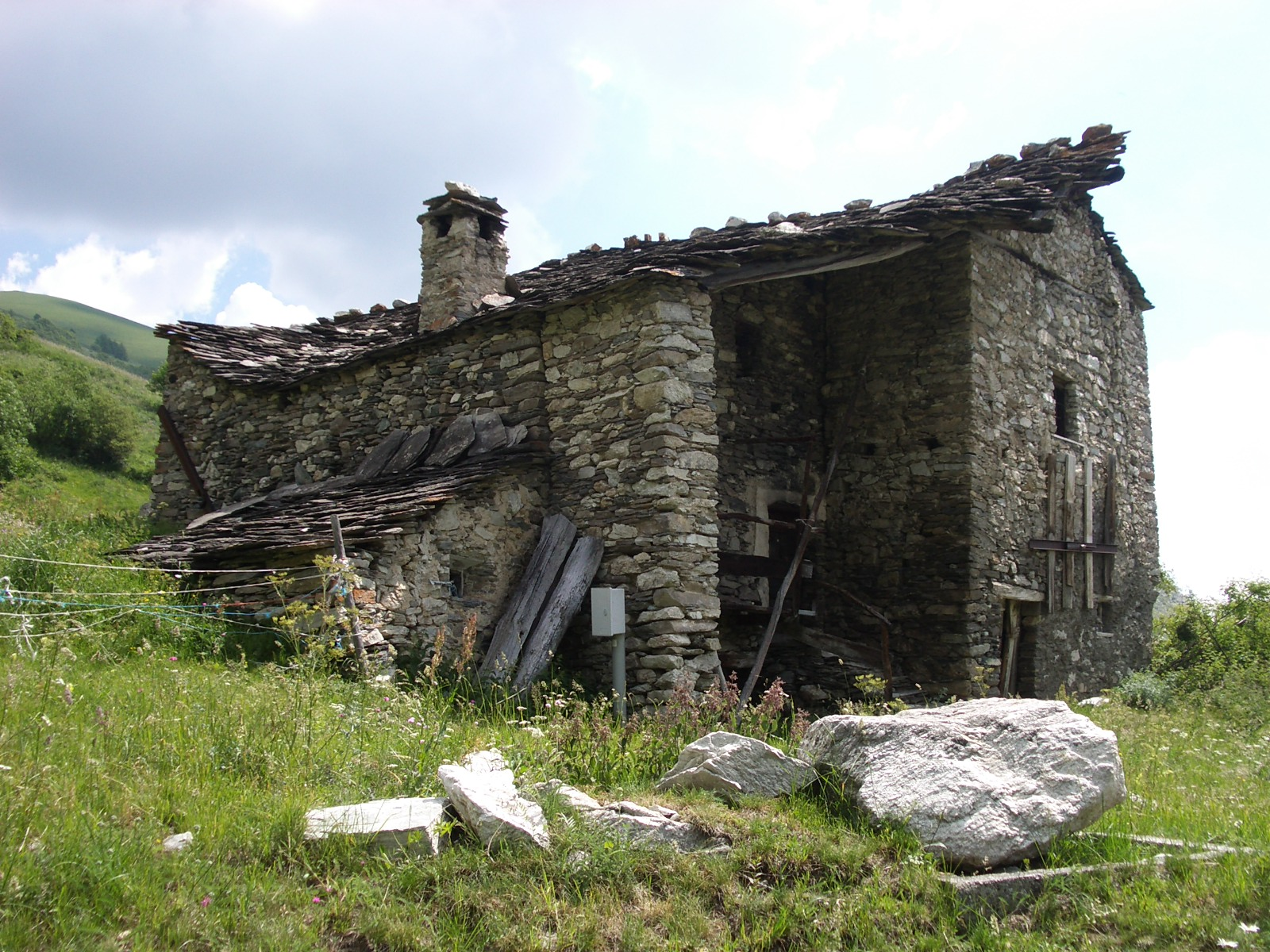
Set a Ussolo

## Produzione
La storia ricalca quanto realmente vissuto da Fredo Valla, lo sceneggiatore. Un professore fiammingo era andato in Francia per vivere come pastore, ma poi, a causa dell'installazione di un gasdotto nel suo paese, arriva in Valle Po. Non riuscendo a integrarsi, la vicenda segue il triste epilogo raccontato nel film.
Al film ha collaborato il gruppo folk rock dei Lou Dalfin; una scena del film è ambientata durante un loro concerto.
Le riprese sono state realizzate in più fasi, distribuite lungo un intero anno, dall’inverno all’autunno. Il progetto è stato reso possibile grazie al contributo volontario di tutta la troupe, che ha collaborato con dedizione alla produzione e realizzazione del film. I mezzi tecnici impiegati, pur essendo estremamente semplici, si sono rivelati anche sperimentali, ispirandosi parzialmente ai principi del Dogma 95, allora molto in voga. Questo approccio ha consentito di mantenere contenuti i costi di produzione. Infine, la conversione del materiale digitale MiniDV in pellicola cinematografica 35 mm, effettuata tramite Arrilaser, ha reso possibile la distribuzione nelle sale, poiché all’epoca questo formato era ancora lo standard.

## Distribuzione
Il film, prodotto in proprio, ha ottenuto numerosi riconoscimenti. Dopo essere stato presentato in molti festival internazionali, a partire dall'anteprima al London Film Festival fino alla Festa del Cinema di Roma 2006, ha infine avuto una distribuzione limitata nelle sale italiane nel maggio 2007.